# Moscow (Kansas)
Moscow liegt im Nordosten des Stevens County im US-Bundesstaat Kansas am U.S. Highway 56. Das U.S. Census Bureau hat bei der Volkszählung 2020 eine Einwohnerzahl von 272 ermittelt.
Die nächsten größeren Städte sind Hugoton, welches 18 km südwestlich von Moscow liegt, sowie Liberal und Ulysses. Moscow befindet sich auf 928 Metern über dem Meer.
Der Ort wurde 1913 von Farmern gegründet und heutzutage leben die Menschen größtenteils von der Landwirtschaft. Hauptsächlich werden Mais und Weizen als Tierfutter sowie Baumwolle rund um Moscow angebaut.
Es gibt auch eine High School in Moscow, wo im Jahr 2008 137 Schüler der Klassen 6 bis 12 unterrichtet wurden. Das Wappentier der Schule ist die Wildkatze, sodass die Schüler auch Moscow Wildcats genannt werden.